# Holding Slovenske elektrarne
Die Holding Slovenske elektrarne d.o.o. ist ein slowenisches Energieversorgungsunternehmen mit Sitz in Ljubljana im Staatsbesitz.
HSE verkauft und handelt mit Elektro- und mit Wärmeenergie und ist im Emissionsrechtehandel aktiv. Mit einer installierten Leistung von 1990 MW ist HSE der größte slowenische Stromproduzent.  Die Muttergesellschaft HSE zählt zu den wichtigsten Energieversorger des Landes. Fast zwei Drittel des Strombedarfs in Slowenien werden von der HSE-Gruppe bereitgestellt. Rund 80 Prozent des von HSE gelieferten Stroms werden aus erneuerbaren Ressourcen – hauptsächlich Wasserkraft – in Slowenien erzeugt.

## Standorte
HSE betreibt Wasserkraftwerke und kohlebetriebene Wärmekraftwerke. HSE ist an in- und ausländischen Firmen beteiligt. Wichtige Standorte sind in Maribor, Šoštanj, Trbovlje und Nova Gorica.
Die Soške elektrarne Nova Gorica d.o.o. (SENG) nutzt die Soča an insgesamt sechs Kraftwerksstufen für die Gewinnung von Strom.
Die Dravske elektrarne Maribor d.o.o. (DEM) betreibt acht Wasserkraftwerke an der Drau und außerdem Pumpspeicherkraftwerke und solarthermischen Kraftwerke.